# Carlos Julio
Carlos Andrés Julio Ramírez (Copiapó, Chile, 27 de agosto de 1992) es un futbolista chileno, juega de portero.

## Trayectoria
Comienza su carrera en la Escuela radio festiva, en el año 2006 llega a las divisiones inferiores de Universidad Católica donde realizó todo su proceso formativo, por elenco cruzado participó en los torneos del Fútbol Joven de Chile, donde cumple destacadas actuaciones, incluso fue campeón en varias de las divisiones menores (Sub-16, Sub-17 y Sub-18).
En el año 2010 es promovido al primer equipo, siendo parte del plantel que salió campeón del Campeonato Nacional del Bicentenario, (alternando con el equipo Sub-18 donde era titular) en ese momento era el tercer portero del elenco que dirigía el técnico Juan Antonio Pizzi, por lo cual no tuvo oportunidades de jugar en el primer equipo. 
En el año 2011 formó parte de la Sub-20 de Universidad Católica, disputando la fase de grupos de la Copa Libertadores Sub-20. Deja el club para el segundo semestre de ese mismo año, donde los dirigentes decidieron enviarlo a préstamo, partiendo a Lota Schwager donde hace su debut profesional, en el año 2012 recaló en Fernández Vial, en el año 2013 es parte del nuevo proyecto deportivo de Vallenar, logrando el ascenso a Tercera División A. 
En el 2014 el equipo cambió su nombre a Deportes Vallenar donde Carlos Julio jugó en el primer semestre, en el segundo semestre del mismo año ficha en Municipal Mejillones por una temporada, en el 2015 vuelve a Deportes Vallenar, esta vez siendo el capitán y pilar fundamental del equipo para lograr el ascenso y además siendo elegido el mejor jugador del fútbol amateur.
En el 2016 llega por segunda vez a Fernández Vial por todo el primer semestre, volviendo a Deportes Vallenar en el segundo semestre, fue parte de la hazaña lograda por el equipo al salvar la categoría en la última fecha del torneo de Segunda División Profesional 2016-17.

## Clubes
| Club                       | País  | Año       |
| -------------------------- | ----- | --------- |
| Lota Schwager              | Chile | 2011      |
| Fernández Vial             | Chile | 2012      |
| Deportes Vallenar          | Chile | 2013-2014 |
| Municipal Mejillones       | Chile | 2014-2015 |
| Deportes Vallenar          | Chile | 2015      |
| Fernández Vial             | Chile | 2016      |
| Deportes Vallenar          | Chile | 2016-2020 |
| Independiente de Cauquenes | Chile | 2022-Act. |

## Palmarés

### Campeonatos nacionales
| Título                       | Equipo            | País  | Año    |
| ---------------------------- | ----------------- | ----- | ------ |
| Segunda División Profesional | Deportes Vallenar | Chile | 2017-T |

### Distinciones individuales
| Distinción                 | Año  |
| -------------------------- | ---- |
| Futbolista Amateur del Año | 2015 |